# ONE-NET
One-Net — первый открытый протокол беспроводной сети передачи данных, разработанный для целей автоматизации зданий и управления распределёнными объектами. One-Net может быть использован со множеством существующих приёмопередатчиков (трансиверов) и микроконтроллеров самых разных производителей.

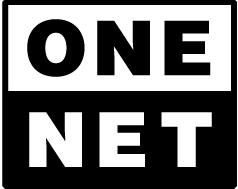
Логотип ONE-NET

## Протоколы
Топологии сети:
- «P2P»,
- «звезда»,
- «ячеистая топология».

Соединения типа «звезда» подходят для самых простых приложений, обладают минимальной стоимостью, максимально низким энергопотреблением и позволяют использовать стратегию стандартного множественного доступа. В каждой сети с топологией «звезда» имеется один координатор (мастер) сети, который задаёт адрес и любые другие параметры сети для каждого вновь добавленного узла. При организации одноранговой или пиринговой (peer-to-peer) сети координатор назначает всем устройствам сети равные права. При этом каждый элемент сети является как клиентом, так и сервером. Поэтому оконечные устройства могут общаться непосредственно друг с другом, даже если координатор удалён из сети. Принимающему элементу не требуется знать, что он является частью P2P-соединения, настроенного координатором. Он просто реагирует на запросы устройства, которое к нему обращается, поэтому принимающий модуль может быть частью многих P2P-соединений. Каждое устройство сети One-Net может поддерживать от 4 до 15 одноранговых соединений.
При ячеистой топологии в случае возникновения препятствия на пути сигнала от одного узла к другому (железобетонная или металлическая преграда и т. п.) выбирается альтернативный маршрут передачи данных, в результате чего сеть самовосстанавливается. Увеличение концентрации сетевых узлов повышает защищённость и надёжность системы.
Для организации ячеистой сети One-Net используются ретрансляторы. Ретрансляторы представляют собой оконечные устройства, обнаруживающие так называемые «мультихоповые» пакеты данных и повторяющие их для увеличения дальности передачи сообщений. Поскольку ретрансляторы должны следить за наличием в сети мультихоповых пакетов, они постоянно находятся в активном режиме и для обеспечения бесперебойного функционирования должны работать от сети электропитания. Мультихоповый пакет данных в сетях One-Net имеет собственный идентификационный номер, поэтому его нельзя спутать с обычным пакетом. Таким образом ретрансляторы могут передавать пакеты без дополнительных пауз, появляющихся при передаче без ретрансляторов.
Мультихоповый пакет содержит поле длиной в три бита, в котором задаётся оставшееся число ретрансляций сигнала. Благодаря этому время передачи остаётся постоянным и предотвращается «блуждание» пакета по сети. Другие три бита отвечают за максимальное количество прыжков (хопов). Эти данные необходимы для получателя, чтобы он знал, сколько было ретрансляций. При обнаружении и приёме ретранслятором мультихопового пакета количество оставшихся прыжков уменьшается, и если значение больше нуля, то происходит ретрансляция пакета.
Для доступа к каналу используется хорошо отработанный в сети Ethernet механизм множественного доступа к среде с контролем несущей и предотвращением коллизий (CSMA), основанный на определении состояния канала связи перед началом передачи, что позволяет существенно сократить конфликты, вызванные передачей данных одновременно несколькими устройствами.
Попытка передачи данных всегда начинается с «прослушивания» эфира. Если канал занят (несущая обнаружена),
попытка передачи данных возобновляется через 5 мс. Передача сообщения
производится после обнаружения свободного канала. При возникновении конфликта данные считаются утерянными и повторная передача происходит через интервал времени от 2 до 10 мс в зависимости от приоритета сообщения. После восьми неудачных
попыток принимается решение о том, что данные передать не удалось. Каждое передающее устройство освобождает канал после передачи одного пакета данных, чтобы другие устройства имели возможность участвовать в работе сети. 
Размер сети (количество узлов): 2¹² с возможностью объединения
Расстояние между узлами в помещении (вне помещения): 100 м (500 м)
Стандарт OneNet использует нелицензируемые диапазоны частот (ISM).
В России при использовании трансиверов в системах охранной радиосигнализации диапазон
865…868 МГц также не требует лицензирования. 
Скорость передачи данных: 38,4 — 230 Кбит/с.

## Питание
One-Net рассчитан на низкое энергопотребление и может работать, к примеру, от внешнего аккумулятора. Маломощные устройства (датчик открывания окна, датчик уровня влажности и т. д.) могут работать 3-5 лет от щелочного элемента типа АА или ААА.

## Безопасность
В настоящее время используется алгоритм XTEAXX, где XX — число циклов
шифрования. При покадровой и поблочной передаче используется метод XTEA32, при потоковой передаче данных — XTEA8.
По причине того, что потоковая транзакция осуществляется в реальном времени, к ней должен применяться метод шифрования, отличный от тех, которые применяются для простой и блочной транзакций. Применяется отдельный ключ для шифрования.
Незашифрованных модулей нет.

## Доступность
One-Net является полностью открытым для использования всем желающим разработчикам — One-Net основан на Open Source Initiative соглашении об открытом программном коде. Нет необходимости в уплате членских взносов: вся информация об аппаратном обеспечении, исходные коды (драйверы для приёмопередатчиков, а также примеры проектов для некоторых типов микроконтроллеров) доступны в полном объёме на сайте ONE-NET. Зарегистрироваться имеет возможность любой желающий пользователь. One-Net применяется свободно на основании открытой лицензии (open source license).

## Партнёры
Ниже приведён ряд производителей приёмопередатчиков и микроконтроллеров. Все указанные производители входят в Альянс One-Net. Список участников постоянно расширяется: полную информацию о производителях можно найти на сайте ONE-NET
Приемопередатчики:
- Semtech: XE1203F, XE1205
- Texas Instruments: CC1100
- Analog Devices: ADF7025
- Micrel: MICRF505
- Integration Associate: IA441
- Monolithics (недоступная ссылка): TRC102

Микроконтроллеры.
К микроконтроллерам (МК), необходимым для реализации узла сети One-Net, предъявляются серьёзные требования. Рекомендуется 16-разрядный МК с производительностью 16 — 20 MIPS. Также могут быть использованы быстродействующие восьмиразрядные МК, например, С8051 или AVR. Это требование продиктовано значительными вычислительными затратами при шифровании/дешифровании данных.
В примерах применения используется 16-разрядный МК семейства R8C
фирмы Renesas. Для систем с батарейным питанием хорошо подходят МК семейства MSP430 с тактовой частотой 10 МГц. Быстродействующие МК семейства 8051 фирмы Silicon Labs также являются хорошим решением. Для размещения стека протокола узла сети требуется 16 Кб памяти программ и 1 Кб оперативной памяти, а для координатора сети — 24 Кб памяти программ, 3 Кб оперативной памяти и 128 байт энергонезависимой памяти.